# Departamento La Viña
Das Departamento La Viña ist eine der dreiundzwanzig Verwaltungseinheiten der Provinz Salta im Nordwesten Argentiniens. Es liegt im südlichen Zentrum der Provinz. Im Norden grenzt es an das Departamento Chicoana, im Osten an das Departamento Guachipas, im Süden an das Departamento Cafayate und im Westen an das Departamento San Carlos.
Die Hauptstadt des Departamento ist die gleichnamige Stadt La Viña.

## Städte und Gemeinden
Das Departamento La Viña ist in folgende Gemeinden (Municipios) aufgeteilt:
- Coronel Moldes
- La Viña
- Ampascachi
- El Carmen
- Osma
- Talapampa
- Veinte de Febrero